# غلامحسین صارمی
غلامحسین صارمی نماینده جهرم در دوره هجدهم مجلس شورای ملی بود.
غلامحسین صارمی متولد شیراز و منسوب به یکی از خاندان‌های قدیمی این شهر بود. در سال‌های پیش از ۲۸ مرداد ۱۳۳۲ به ریاست ثبت اسناد و املاک تهران رسید  و پس از آن در انتخابات دوره هجدهم مجلس شورای ملی که در پنجم و ششم بهمن ۱۳۳۲ برگزار شد، به نمایندگی از جهرم به مجلس شورای ملی رفت. 